# Maciejew
Maciejew – wieś w Polsce położona w województwie wielkopolskim, w powiecie krotoszyńskim, w gminie Rozdrażew.
Miejscowość leżała w obrębie księstwa krotoszyńskiego (1819-1927), którym władali książęta rodu Thurn und Taxis. W okresie Wielkiego Księstwa Poznańskiego (1815-1848) miejscowość wzmiankowana jako Maciejewo należała do wsi większych w ówczesnym pruskim powiecie Krotoszyn w rejencji poznańskiej. Maciejewo należało do okręgu krotoszyńskiego tego powiatu i stanowiło część majątku Rozdrażewo, którego właścicielem był wówczas książę Maximilian Karl von Thurn und Taxis. Według spisu urzędowego z 1837 roku wieś liczyła 302 mieszkańców, którzy zamieszkiwali 34 dymy (domostwa).
W latach 1975–1998 miejscowość administracyjnie należała do województwa kaliskiego. We wsi znajdował się przystanek rozebranego odcinka Krotoszyn - Pleszew Krotoszyńskiej Kolei Dojazdowej. Pociąg zakończył bieg 12 stycznia 1986 r.
Zobacz też: Maciejewo